# Bezirk Krzeszowice
Bezirk Krzeszowice – dawny powiat (Bezirk) kraju koronnego Królestwo Galicji i Lodomerii, funkcjonujący w latach 1854–1867. Siedzibą starostwa była wieś Krzeszowice.

## Historia
Bezirk Krzeszowice utworzono w ramach reformy uwłaszczeniowej z okresu Wiosny Ludów (1848–1849), która likwidowała jurysdykcję właściciela ziemskiego nad poddanymi. W Galicji, dominium – jako podstawowa jednostka administracyjna i filar systemu feudalnego straciło rację bytu. Konieczne stało się zatem wprowadzenie nowego systemu administracyjnego, którego zręby powstały w latach 1851–1855. Nowy trójstopniowy podział administracyjny objął 21 cyrkułów (niem. Kreise), 179 małych powiatów (niem. Bezirke) i ponad 6000 gmin (niem. Gemeinde). 
Bezirk Krzeszowice objął obszar o wielkości 5,0 mil², zamieszkany przez 23.626 ludzi i podzielony na 25 gminy katastralne, w tym dwa miasteczka (Alwernia i Nowa Góra). Wszedł w skład cyrkułu krakowskiego, jako jeden z jego pięciu powiatów ziemskich. Na północy powiat graniczył z Imperium Rosyjskim.
Po nadaniu Galicji autonomii oraz powołaniu samorządu gminnego i powiatowego w 1865 zlikwidowano cyrkuły (Kreise). Dotychczasowe małe powiaty (Bezirke) w liczbie 179, utrzymały się do 1867 roku, kiedy to w następstwie kolejnej reformy administracyjnej (23 stycznia 1867) zostały zastąpione przez 74 większych powiatów. Obszar zniesionego Bezirk Krzeszowice wszedł w skład nowych powiatów chrzanowskiego i krakowskiego (vide podział w tabeli poniżej).

## Podział administracyjny (1854)
| Lp. | Gmina jednostkowa | Powierzchnia | Ludność | Powiat w 1867 po zniesieniu |
| --- | ----------------- | ------------ | ------- | --------------------------- |
| 1   | Krzeszowice       | 1361         | 1140    | chrzanowski                 |
| 2   | Alwernia (m)      | 192          | 512     | chrzanowski                 |
| 3   | Bolechowice       | 1163         | 597     | krakowski                   |
| 4   | Brodła            | 1699         | 1015    | chrzanowski                 |
| 5   | Brzezie           | 684          | 295     | krakowski                   |
| 6   | Brzezinka         | 617          | 319     | chrzanowski                 |
| 7   | Czatkowice        | 811          | 318     | chrzanowski                 |
| 8   | Czerna            | 1316         | 516     | chrzanowski                 |
| 9   | Filipowice        | 1713         | 1030    | chrzanowski                 |
| 10  | Frywałd           | 1022         | 220     | chrzanowski                 |
| 11  | Grojec            | 920          | 371     | chrzanowski                 |
| 12  | Karniowice        | 645          | 202     | krakowski                   |
| 13  | Kaźmierówka       | 90           | 12      | chrzanowski                 |
| 14  | Kobylany          | 1267         | 400     | krakowski                   |
| 15  | Lgota             | 817          | 399     | chrzanowski                 |
| 16  | Miękinia          | 964          | 471     | chrzanowski                 |
| 17  | Mirów             | 873          | 399     | chrzanowski                 |
| 18  | Modlnica          | 1715         | 710     | krakowski                   |
| 19  | Niegoszowice      | 423          | 204     | chrzanowski                 |
| 20  | Nielepice         | 1041         | 441     | chrzanowski                 |
| 21  | Nieporaz          | 1031         | 146     | chrzanowski                 |
| 22  | Nowa Góra (m)     | 1345         | 963     | chrzanowski                 |
| 23  | Nowojowa Góra     | 1183         | 832     | chrzanowski                 |
| 24  | Okleśna           | 1161         | 543     | chrzanowski                 |
| 25  | Ostrężnica        | 1096         | 406     | chrzanowski                 |
| 26  | Paczółtowice      | 1838         | 818     | chrzanowski                 |
| 27  | Pisary            | 674          | 216     | chrzanowski                 |
| 28  | Psary             | 1161         | 489     | chrzanowski                 |
| 29  | Poręba            | 2495         | 1187    | chrzanowski                 |
| 30  | Radwanowice       | 765          | 503     | chrzanowski                 |
| 31  | Regulice          | 1839         | 1058    | chrzanowski                 |
| 32  | Rudawa            | 925          | 542     | chrzanowski                 |
| 33  | Rudno             | 1278         | 536     | chrzanowski                 |
| 34  | Sanka             | 1111         | 404     | chrzanowski                 |
| 35  | Siedlec           | 754          | 456     | chrzanowski                 |
| 36  | Tenczynek         | 2486         | 739     | chrzanowski                 |
| 37  | Tomaszowice       | 584          | 295     | krakowski                   |
| 38  | Ujazd             | 253          | 109     | krakowski                   |
| 39  | Więckowice        | 628          | 221     | krakowski                   |
| 40  | Wola Filipowska   | 1944         | 943     | chrzanowski                 |
| 41  | Zabierzów         | 1491         | 642     | krakowski                   |
| 42  | Zalas             | 2088         | 1066    | chrzanowski                 |
| 43  | Żary              | 1222         | 293     | chrzanowski                 |
| 44  | Żbik              | 657          | 254     | chrzanowski                 |
| 45  | Zelków            | 718          | 394     | krakowski                   |

Objaśnienie:
(M) = miasto; (m) = miasteczko